# Камілла Геррем
Камілла Геррем  (норв. Camilla Herrem, 8 жовтня 1986) — норвезька гандболістка, олімпійська чемпіонка. Чемпіонка світу і Європи.

## Виступи на Олімпіадах
| Олімпіада   | Дисципліна | Місце |
| ----------- | ---------- | ----- |
| Лондон 2012 | гандбол    | 1     |
| 2016        | гандбол    | 3     |
| 2020        | гандбол    | 3     |
| 2024        | гандбол    | 1     |